# Asura undulosa
Asura undulosa är en fjärilsart som beskrevs av Walker 1854. Asura undulosa ingår i släktet Asura och familjen björnspinnare. Inga underarter finns listade i Catalogue of Life.